# Middlefield, Massachusetts
Middlefield är en kommun (town) i Hampshire County i Massachusetts. Vid 2010 års folkräkning hade Middlefield 521 invånare.